# Liste des chansons de Bob Dylan
La liste des chansons de Bob Dylan rassemble les chansons interprétées par Bob Dylan au cours de sa carrière ayant fait l'objet d'une parution officielle. Elle exclut les morceaux inédits ou uniquement parus sur des enregistrements pirates.
- Haut – A
- B
- C
- D
- E
- F
- G
- H
- I
- J
- K
- L
- M
- N
- O
- P
- Q
- R
- S
- T
- U
- V
- W
- X
- Y
- Z
- 0-9

## Liste des chansons de Bob Dylan
- Le double obèle (‡) indique les chansons qui n'ont pas été écrites ou coécrites par Dylan.

| Titre                                                        | Auteur(s)                                               | Première parution                         | Année       |
| ------------------------------------------------------------ | ------------------------------------------------------- | ----------------------------------------- | ----------- |
| 10,000 Men                                                   | Bob Dylan                                               | Under the Red Sky                         | 1990        |
| 2 X 2                                                        | Bob Dylan                                               | Under the Red Sky                         | 1990        |
| 2 Dollars and 99 Cents                                       | Bob Dylan                                               | The Bootleg Series Vol. 11                | 2014 (1967) |
| 32-20 Blues (en) ‡                                           | Robert Johnson                                          | The Bootleg Series Vol. 8                 | 2008 (1993) |
| 4th Time Around (en)                                         | Bob Dylan                                               | Blonde on Blonde                          | 1966        |
| Abandoned Love (en)                                          | Bob Dylan                                               | Biograph                                  | 1985 (1975) |
| Abraham, Martin and John ‡                                   | Dick Holler                                             | The Bootleg Series Vol. 16                | 2021        |
| Absolutely Sweet Marie                                       | Bob Dylan                                               | Blonde on Blonde                          | 1966        |
| Ain't Gonna Go to Hell for Anybody                           | Bob Dylan                                               | The Bootleg Series Vol. 13                | 2017 (1980) |
| Ain't Gonna Grieve                                           | Bob Dylan                                               | The Bootleg Series Vol. 9                 | 2010 (1963) |
| Ain't No Man Righteous, No Not One                           | Bob Dylan                                               | The Bootleg Series Vol. 13                | 2017 (1979) |
| Ain't No More Cane (en) ‡                                    | traditionnel                                            | The 50th Anniversary Collection           | 2012 (1962) |
| Ain't Talkin' (en)                                           | Bob Dylan                                               | Modern Times                              | 2006        |
| Alberta (en) ‡                                               | traditionnel                                            | Self Portrait                             | 1970        |
| All Along the Watchtower                                     | Bob Dylan                                               | John Wesley Harding                       | 1967        |
| All American Boy (en) ‡                                      | Bill Parsons, Orville Lunsford                          | The Bootleg Series Vol. 11                | 2014 (1967) |
| All I Really Want to Do                                      | Bob Dylan                                               | Another Side of Bob Dylan                 | 1964        |
| All or Nothing at All (en) ‡                                 | Arthur Altman, Jack Lawrence                            | Fallen Angels                             | 2016        |
| All Over You                                                 | Bob Dylan                                               | The Bootleg Series Vol. 9                 | 2010 (1963) |
| All the Tired Horses (en)                                    | Bob Dylan                                               | Self Portrait                             | 1970        |
| All the Way (en) ‡                                           | Jimmy Van Heusen, Sammy Cahn                            | Fallen Angels                             | 2016        |
| All You Have to Do Is Dream                                  | Bob Dylan                                               | The Bootleg Series Vol. 11                | 2014 (1967) |
| Angel Flying Too Close to the Ground (en) ‡                  | Willie Nelson                                           | The Bootleg Series Vol. 16                | 2021 (1983) |
| Angelina                                                     | Bob Dylan                                               | The Bootleg Series Volumes 1-3            | 1991 (1981) |
| Annie's Going to Sing Her Song ‡                             | Tom Paxton                                              | The Bootleg Series Vol. 10                | 2013 (1970) |
| Any Time                                                     | Bob Dylan                                               | The Bootleg Series Vol. 11                | 2014 (1967) |
| Apple Suckling Tree                                          | Bob Dylan                                               | The Basement Tapes                        | 1975        |
| Are You Ready                                                | Bob Dylan                                               | Saved                                     | 1980        |
| Arthur McBride (en) ‡                                        | traditionnel                                            | Good as I Been to You                     | 1992        |
| As I Went Out One Morning (en)                               | Bob Dylan                                               | John Wesley Harding                       | 1967        |
| As Time Goes By ‡                                            | Herman Hupfeld                                          | Triplicate                                | 2017        |
| The Auld Triangle (en) ‡                                     | Dick Shannon                                            | The Bootleg Series Vol. 11                | 2014 (1967) |
| Autumn Leaves ‡                                              | Joseph Kosma, Jacques Prévert, Johnny Mercer            | Shadows in the Night                      | 2015        |
| Baby, Ain't That Fine ‡                                      | Dallas Frazier                                          | The Bootleg Series Vol. 11                | 2014 (1967) |
| Baby, I'm in the Mood for You                                | Bob Dylan                                               | Biograph                                  | 1985 (1962) |
| Baby, Let Me Follow You Down (en) ‡                          | traditionnel                                            | Bob Dylan                                 | 1962        |
| Baby, Please Don't Go ‡                                      | traditionnel                                            | Exclusive Outtakes from No Direction Home | 2005 (1962) |
| Baby, Stop Crying                                            | Bob Dylan                                               | Street-Legal                              | 1978        |
| Baby What You Want Me to Do ‡                                | Jimmy Reed                                              | The Bootleg Series Vol. 16                | 2021 (1983) |
| Baby, Won't You Be My Baby                                   | Bob Dylan                                               | The Bootleg Series Vol. 11                | 2014 (1967) |
| Back Door Blues ‡                                            | traditionnel                                            | The 50th Anniversary Collection 1963      | 2013 (1963) |
| Ballad for a Friend                                          | Bob Dylan                                               | The Bootleg Series Vol. 9                 | 2010 (1962) |
| Ballad in Plain D (en)                                       | Bob Dylan                                               | Another Side of Bob Dylan                 | 1964        |
| Ballad of a Thin Man                                         | Bob Dylan                                               | Highway 61 Revisited                      | 1965        |
| Ballad of Donald White                                       | Bob Dylan                                               | The 50th Anniversary Collection           | 2012 (1962) |
| The Ballad of Frankie Lee and Judas Priest (en)              | Bob Dylan                                               | John Wesley Harding                       | 1967        |
| Ballad of Hollis Brown                                       | Bob Dylan                                               | The Times They Are a-Changin'             | 1964        |
| The Ballad of Ira Hayes ‡                                    | Peter La Farge                                          | Dylan                                     | 1973        |
| Barbara Allen ‡                                              | traditionnel                                            | Live at the Gaslight 1962                 | 2005 (1962) |
| Be Careful of the Stones You Throw ‡                         | Bonnie Dodd                                             | The Bootleg Series Vol. 11                | 2014 (1967) |
| Belchazaar ‡                                                 | Johnny Cash                                             | The Bootleg Series Vol. 11                | 2014 (1967) |
| Belle Isle ‡                                                 | traditionnel                                            | Self Portrait                             | 1970        |
| The Bells of Rhymney (en) ‡                                  | Idris Davies, Pete Seeger                               | The Bootleg Series Vol. 11                | 2014 (1967) |
| The Best Is Yet to Come (en) ‡                               | Cy Coleman, Carolyn Leigh                               | Triplicate                                | 2017        |
| Beyond Here Lies Nothin' (en)                                | Bob Dylan, Robert Hunter                                | Together Through Life                     | 2009        |
| Beyond the Horizon                                           | Bob Dylan                                               | Modern Times                              | 2006        |
| Big Dog                                                      | Bob Dylan                                               | The Bootleg Series Vol. 11                | 2014 (1967) |
| Big River ‡                                                  | Johnny Cash                                             | The Bootleg Series Vol. 11                | 2014 (1967) |
| Big Yellow Taxi ‡                                            | Joni Mitchell                                           | Dylan                                     | 1973        |
| Billy 1                                                      | Bob Dylan                                               | Pat Garrett and Billy the Kid             | 1973        |
| Billy 4                                                      | Bob Dylan                                               | Pat Garrett and Billy the Kid             | 1973        |
| Billy 7                                                      | Bob Dylan                                               | Pat Garrett and Billy the Kid             | 1973        |
| Black Betty ‡                                                | traditionnel                                            | The 50th Anniversary Collection 1964      | 2014 (1964) |
| Black Cross                                                  | Bob Dylan                                               | The 50th Anniversary Collection           | 2012 (1962) |
| Black Crow Blues (en)                                        | Bob Dylan                                               | Another Side of Bob Dylan                 | 1964        |
| Black Diamond Bay                                            | Bob Dylan, Jacques Levy                                 | Desire                                    | 1976        |
| Blackjack Davey (en) ‡                                       | traditionnel                                            | Good as I Been to You                     | 1992        |
| Black Rider (en)                                             | Bob Dylan                                               | Rough and Rowdy Ways                      | 2020        |
| Blessed Is the Name                                          | Bob Dylan                                               | The Bootleg Series Vol. 13                | 2017 (1979) |
| Blind Willie McTell                                          | Bob Dylan                                               | The Bootleg Series Volumes 1-3            | 1991 (1983) |
| Blood in My Eyes ‡                                           | traditionnel                                            | World Gone Wrong                          | 1993        |
| Blowin' in the Wind                                          | Bob Dylan                                               | The Freewheelin' Bob Dylan                | 1963        |
| Blue Moon ‡                                                  | Lorenz Hart, Richard Rodgers                            | Self Portrait                             | 1970        |
| Blues Stay Away from Me ‡                                    | Wayne Raney, Henry Glover, Alton Delmore, Rabon Delmore | The Bootleg Series Vol. 12                | 2015 (1965) |
| Bob and Eric Blues #1                                        | Bob Dylan, Eric Von Schmidt                             | The 50th Anniversary Collection 1964      | 2014 (1964) |
| Bob Dylan's 115th Dream (en)                                 | Bob Dylan                                               | Bringing It All Back Home                 | 1965        |
| Bob Dylan's Blues (en)                                       | Bob Dylan                                               | The Freewheelin' Bob Dylan                | 1963        |
| Bob Dylan's Dream (en)                                       | Bob Dylan                                               | The Freewheelin' Bob Dylan                | 1963        |
| Bob Dylan's New Orleans Rag                                  | Bob Dylan                                               | The 50th Anniversary Collection 1963      | 2013 (1963) |
| Bonnie Ship the Diamond ‡                                    | traditionnel                                            | The Bootleg Series Vol. 11                | 2014 (1967) |
| Boots of Spanish Leather                                     | Bob Dylan                                               | The Times They Are a-Changin'             | 1964        |
| Born in Time (en)                                            | Bob Dylan                                               | Under the Red Sky                         | 1990        |
| Borrowed Time                                                | Bob Dylan                                               | The Bootleg Series Vol. 16                | 2021 (1981) |
| Bound to Lose, Bound to Win                                  | Bob Dylan                                               | The Bootleg Series Vol. 9                 | 2010 (1963) |
| Bourbon Street                                               | Bob Dylan                                               | The Bootleg Series Vol. 11                | 2014 (1967) |
| The Boxer ‡                                                  | Paul Simon                                              | Self Portrait                             | 1970        |
| Braggin' ‡                                                   | Jimmy Shirl, Robert Marko, Henry Manners                | Triplicate                                | 2017        |
| Bring It on Home ‡                                           | Bo Diddley                                              | The Bootleg Series Vol. 11                | 2014 (1967) |
| Bring Me a Little Water ‡                                    | traditionnel                                            | The Bootleg Series Vol. 10                | 2013 (1970) |
| Broke Down Engine ‡                                          | Blind Willie McTell                                     | World Gone Wrong                          | 1993        |
| Brownsville Girl (en)                                        | Bob Dylan, Sam Shepard                                  | Knocked Out Loaded                        | 1986        |
| Buckets of Rain (en)                                         | Bob Dylan                                               | Blood on the Tracks                       | 1975        |
| Bunkhouse Theme                                              | Bob Dylan                                               | Pat Garrett and Billy the Kid             | 1973        |
| But Beautiful ‡                                              | Jimmy Van Heusen, Johnny Burke                          | Triplicate                                | 2017        |
| Bye and Bye (en)                                             | Bob Dylan                                               | Love and Theft                            | 2001        |
| California                                                   | Bob Dylan                                               | The Bootleg Series Vol. 12                | 2015 (1965) |
| Call Letter Blues                                            | Bob Dylan                                               | The Bootleg Series Volumes 1-3            | 1991 (1974) |
| Canadee-i-o (en) ‡                                           | traditionnel                                            | Good as I Been to You                     | 1992        |
| Can't Escape from You                                        | Bob Dylan                                               | The Bootleg Series Vol. 8                 | 2008 (2005) |
| Can't Help Falling in Love ‡                                 | George Weiss, Hugo Peretti, Luigi Creatore              | Dylan                                     | 1973        |
| Cantina Theme (Workin' for the Law)                          | Bob Dylan                                               | Pat Garrett and Billy the Kid             | 1973        |
| Can't Wait                                                   | Bob Dylan                                               | Time Out of Mind                          | 1997        |
| Can You Please Crawl Out Your Window?                        | Bob Dylan                                               | single                                    | 1965        |
| Carribean Wind                                               | Bob Dylan                                               | Biograph                                  | 1985 (1981) |
| Catfish                                                      | Bob Dylan, Jacques Levy                                 | The Bootleg Series Volumes 1-3            | 1991 (1975) |
| Cat's in the Well                                            | Bob Dylan                                               | Under the Red Sky                         | 1990        |
| Changing of the Guards                                       | Bob Dylan                                               | Street-Legal                              | 1978        |
| Chimes of Freedom                                            | Bob Dylan                                               | Another Side of Bob Dylan                 | 1964        |
| The Christmas Blues ‡                                        | Sammy Cahn, David Jack Holt                             | Christmas in the Heart                    | 2009        |
| Christmas Island ‡                                           | Lyle Moraine                                            | Christmas in the Heart                    | 2009        |
| The Christmas Song ‡                                         | Mel Tormé, Bob Wells                                    | Christmas in the Heart                    | 2009        |
| City of Gold                                                 | Bob Dylan                                               | The Bootleg Series Vol. 13                | 2017 (1980) |
| Clean Cut Kid                                                | Bob Dylan                                               | Empire Burlesque                          | 1985        |
| Clothes Line Saga                                            | Bob Dylan                                               | The Basement Tapes                        | 1975        |
| Cocaine ‡                                                    | traditionnel                                            | Live at the Gaslight 1962                 | 2005 (1962) |
| Cold, Cold Heart ‡                                           | Hank Williams                                           | The Bootleg Series Vol. 16                | 2021 (1981) |
| Cold Irons Bound (en)                                        | Bob Dylan                                               | Time Out of Mind                          | 1997        |
| Come All Ye Fair and Tender Ladies (en) ‡                    | traditionnel                                            | The Bootleg Series Vol. 11                | 2014 (1967) |
| Come Rain or Come Shine ‡                                    | Harold Arlen, Johnny Mercer                             | Fallen Angels                             | 2016        |
| Comin' Round the Mountain ‡                                  | traditionnel                                            | The Bootleg Series Vol. 11                | 2014 (1967) |
| Confidential ‡                                               | Dorinda Morgan                                          | The Bootleg Series Vol. 11                | 2014 (1967) |
| Cool Water (en) ‡                                            | Bob Nolan                                               | The Bootleg Series Vol. 11                | 2014 (1967) |
| Copper Kettle ‡                                              | Albert Frank Beddoe                                     | Self Portrait                             | 1970        |
| Corrina, Corrina (en) ‡                                      | traditionnel                                            | The Freewheelin' Bob Dylan                | 1963        |
| Country Pie                                                  | Bob Dylan                                               | Nashville Skyline                         | 1969        |
| A Couple More Years ‡                                        | Shel Silverstein, Dennis Locorriere                     | The Bootleg Series Vol. 16                | 2021        |
| Covenant Woman                                               | Bob Dylan                                               | Saved                                     | 1980        |
| Cover Down, Pray Through                                     | Bob Dylan                                               | The Bootleg Series Vol. 13                | 2017 (1980) |
| Crossing the Rubicon (en)                                    | Bob Dylan                                               | Rough and Rowdy Ways                      | 2020        |
| Cross the Green Mountain                                     | Bob Dylan                                               | Gods and Generals                         | 2003        |
| The Cuckoo (en) ‡                                            | traditionnel                                            | Live at the Gaslight 1962                 | 2005 (1962) |
| Cry a While                                                  | Bob Dylan                                               | Love and Theft                            | 2001        |
| Dark Eyes (en)                                               | Bob Dylan                                               | Empire Burlesque                          | 1985        |
| Day In, Day Out (en) ‡                                       | Rube Bloom, Johnny Mercer                               | Triplicate                                | 2017        |
| Day of the Locusts                                           | Bob Dylan                                               | New Morning                               | 1970        |
| Days of 49 ‡                                                 | Alan Lomax, John Lomax, Frank Warner                    | Self Portrait                             | 1970        |
| Dead Man, Dead Man                                           | Bob Dylan                                               | Shot of Love                              | 1981        |
| Dear Landlord (en)                                           | Bob Dylan                                               | John Wesley Harding                       | 1967        |
| Death Is Not the End                                         | Bob Dylan                                               | Down in the Groove                        | 1988        |
| Deep Ellum Blues (en) ‡                                      | traditionnel                                            | The 50th Anniversary Collection           | 2012 (1962) |
| Denise                                                       | Bob Dylan                                               | The 50th Anniversary Collection 1964      | 2014 (1964) |
| Delia (en) ‡                                                 | traditionnel                                            | World Gone Wrong                          | 1993        |
| Desolation Row                                               | Bob Dylan                                               | Highway 61 Revisited                      | 1965        |
| Diamond Joe ‡                                                | traditionnel                                            | Good as I Been to You                     | 1992        |
| Dignity                                                      | Bob Dylan                                               | Bob Dylan's Greatest Hits Vol. 3          | 1994 (1989) |
| Dink's Song ‡                                                | traditionnel                                            | The Bootleg Series Vol. 7                 | 2005 (1961) |
| Dirge (en)                                                   | Bob Dylan                                               | Planet Waves                              | 1974        |
| Dirt Road Blues                                              | Bob Dylan                                               | Time Out of Mind                          | 1997        |
| Disease of Conceit                                           | Bob Dylan                                               | Oh Mercy                                  | 1989        |
| Don't Ever Take Yourself Away                                | Bob Dylan                                               | The Bootleg Series Vol. 16                | 2021 (1981) |
| Don't Fall Apart on Me Tonight                               | Bob Dylan                                               | Infidels                                  | 1983        |
| Don't Tell Him, Tell Me                                      | Bob Dylan                                               | The Bootleg Series Vol. 12                | 2015 (1966) |
| Don't Think Twice, It's All Right                            | Bob Dylan                                               | The Freewheelin' Bob Dylan                | 1963        |
| Don't Ya Tell Henry                                          | Bob Dylan                                               | The Basement Tapes                        | 1975        |
| Don't You Try Me Now                                         | Bob Dylan                                               | The Bootleg Series Vol. 11                | 2014 (1967) |
| Do Right to Me Baby (Do Unto Others)                         | Bob Dylan                                               | Slow Train Coming                         | 1979        |
| Down Along the Cove (en)                                     | Bob Dylan                                               | John Wesley Harding                       | 1967        |
| Down by the Station                                          | Bob Dylan                                               | The Bootleg Series Vol. 11                | 2014 (1967) |
| Down in the Flood (en)                                       | Bob Dylan                                               | Bob Dylan's Greatest Hits Vol. 2          | 1971        |
| Down on Me (en) ‡                                            | traditionnel                                            | The Bootleg Series Vol. 11                | 2014 (1967) |
| Down the Highway (en)                                        | Bob Dylan                                               | The Freewheelin' Bob Dylan                | 1963        |
| Do You Hear What I Hear? ‡                                   | Noël Regney, Gloria Shayne Baker                        | Christmas in the Heart                    | 2009        |
| Dreamin' of You                                              | Bob Dylan                                               | The Bootleg Series Vol. 8                 | 2008 (1997) |
| Dress It Up, Better Have It All                              | Bob Dylan                                               | The Bootleg Series Vol. 11                | 2014 (1967) |
| Drifter's Escape                                             | Bob Dylan                                               | John Wesley Harding                       | 1967        |
| Driftin' Too Far from Shore                                  | Bob Dylan                                               | Knocked Out Loaded                        | 1986        |
| Dr. Strangelove Blues ‡                                      | Eric Von Schmidt                                        | The 50th Anniversary Collection 1964      | 2014 (1964) |
| Duncan and Brady (en) ‡                                      | traditionnel                                            | The Bootleg Series Vol. 8                 | 2008 (1992) |
| Duquesne Whistle (en)                                        | Bob Dylan, Robert Hunter                                | Tempest                                   | 2012        |
| Dusty Old Fairgrounds                                        | Bob Dylan                                               | The 50th Anniversary Collection 1963      | 2013 (1963) |
| Early Mornin' Rain (en) ‡                                    | Gordon Lightfoot                                        | Self Portrait                             | 1970        |
| Early Roman Kings (en)                                       | Bob Dylan                                               | Tempest                                   | 2012        |
| East Laredo Blues                                            | Bob Dylan                                               | The 50th Anniversary Collection 1963      | 2013 (1963) |
| Edge of the Ocean                                            | Bob Dylan                                               | The Bootleg Series Vol. 11                | 2014 (1967) |
| Emotionally Yours                                            | Bob Dylan                                               | Empire Burlesque                          | 1985        |
| Enough Is Enough                                             | Bob Dylan                                               | The Bootleg Series Vol. 16                | 2021 (1984) |
| Eternal Circle                                               | Bob Dylan                                               | The Bootleg Series Volumes 1-3            | 1991 (1963) |
| Every Grain of Sand (en)                                     | Bob Dylan                                               | Shot of Love                              | 1981        |
| Everything Is Broken (en)                                    | Bob Dylan                                               | Oh Mercy                                  | 1989        |
| False Prophet                                                | Bob Dylan                                               | Rough and Rowdy Ways                      | 2020        |
| Farewell (en)                                                | Bob Dylan                                               | The Bootleg Series Vol. 9                 | 2010 (1963) |
| Farewell, Angelina (en)                                      | Bob Dylan                                               | The Bootleg Series Volumes 1-3            | 1991 (1965) |
| Father of Night                                              | Bob Dylan                                               | New Morning                               | 1970        |
| Fever ‡                                                      | Eddie Cooley, Otis Blackwell                            | The Bootleg Series Vol. 16                | 2021        |
| Final Theme                                                  | Bob Dylan                                               | Pat Garrett and Billy the Kid             | 1973        |
| The First Noel ‡                                             | traditionnel                                            | Christmas in the Heart                    | 2009        |
| Fixin' to Die (en) ‡                                         | Bukka White                                             | Bob Dylan                                 | 1962        |
| Floater (Too Much to Ask)                                    | Bob Dylan                                               | Love and Theft                            | 2001        |
| Florida Woman ‡                                              | Eric Von Schmidt                                        | The 50th Anniversary Collection 1964      | 2014 (1964) |
| Folsom Prison Blues ‡                                        | Johnny Cash                                             | The Bootleg Series Vol. 11                | 2014 (1967) |
| A Fool Such as I ‡                                           | Bill Trader                                             | Dylan                                     | 1973        |
| Foot of Pride                                                | Bob Dylan                                               | The Bootleg Series Volumes 1-3            | 1991 (1983) |
| Forever Young                                                | Bob Dylan                                               | Planet Waves                              | 1974        |
| Forgetful Heart (en)                                         | Bob Dylan, Robert Hunter                                | Together Through Life                     | 2009        |
| Four Strong Winds (en) ‡                                     | Ian Tyson                                               | The Bootleg Series Vol. 11                | 2014 (1967) |
| Frankie & Albert ‡                                           | traditionnel                                            | Good as I Been to You                     | 1992        |
| Freight Train Blues (en) ‡                                   | John Lair                                               | Bob Dylan                                 | 1962        |
| The French Girl ‡                                            | Ian Tyson                                               | The Bootleg Series Vol. 11                | 2014 (1967) |
| Froggie Went a Courtin' (en) ‡                               | traditionnel                                            | Good as I Been to You                     | 1992        |
| From a Buick 6                                               | Bob Dylan                                               | Highway 61 Revisited                      | 1965        |
| Full Moon and Empty Arms (en) ‡                              | Buddy Kaye, Ted Mossman, Sergueï Rachmaninov            | Shadows in the Night                      | 2015        |
| Fur Slippers                                                 | Bob Dylan                                               | The Bootleg Series Vol. 16                | 2021 (1981) |
| Gates of Eden                                                | Bob Dylan                                               | Bringing It All Back Home                 | 1965        |
| Get Your Rocks Off                                           | Bob Dylan                                               | The Bootleg Series Vol. 11                | 2014 (1967) |
| Girl from the North Country                                  | Bob Dylan                                               | The Freewheelin' Bob Dylan                | 1963        |
| The Girl on the Greenbriar Shore ‡                           | A. P. Carter                                            | The Bootleg Series Vol. 8                 | 2008 (1992) |
| Glory, Glory (Lay My Burden Down) (en) ‡                     | Arthur Reynolds                                         | The 50th Anniversary Collection 1964      | 2014 (1964) |
| God Knows                                                    | Bob Dylan                                               | Under the Red Sky                         | 1990        |
| Goin' Down the Road Feeling Bad ‡                            | traditionnel                                            | The Bootleg Series Vol. 11                | 2014 (1967) |
| Going Back to Rome ‡                                         | traditionnel                                            | The 50th Anniversary Collection 1963      | 2013 (1963) |
| Going Down to New Orleans‡                                   | traditionnel                                            | The 50th Anniversary Collection           | 2012 (1962) |
| Going, Going, Gone                                           | Bob Dylan                                               | Planet Waves                              | 1974        |
| Goin' to Acapulco                                            | Bob Dylan                                               | The Basement Tapes                        | 1975        |
| Golden Loom                                                  | Bob Dylan                                               | The Bootleg Series Volumes 1-3            | 1991 (1975) |
| Gonna Change My Way of Thinking                              | Bob Dylan                                               | Slow Train Coming                         | 1979        |
| Gonna Get You Now                                            | Bob Dylan                                               | The Bootleg Series Vol. 11                | 2014 (1967) |
| Goodbye Jimmy Reed (en)                                      | Bob Dylan                                               | Rough and Rowdy Ways                      | 2020        |
| Gospel Plow (en) ‡                                           | traditionnel                                            | Bob Dylan                                 | 1962        |
| Got My Mind Made Up                                          | Bob Dylan, Tom Petty                                    | Knocked Out Loaded                        | 1986        |
| Gotta Serve Somebody                                         | Bob Dylan                                               | Slow Train Coming                         | 1979        |
| Gotta Travel On (en) ‡                                       | Paul Clayton, Larry Ehrlich, David Lazar, Tom Six       | Self Portrait                             | 1970        |
| Green, Green Grass of Home ‡                                 | Curly Putman                                            | The Bootleg Series Vol. 16                | 2021 (1983) |
| The Groom's Still Waiting at the Altar (en)                  | Bob Dylan                                               | face B du single Heart of Mine (en)       | 1981        |
| Guess I'm Doing Fine                                         | Bob Dylan                                               | The Bootleg Series Vol. 9                 | 2010 (1964) |
| Gypsy Lou                                                    | Bob Dylan                                               | The Bootleg Series Vol. 9                 | 2010 (1963) |
| Had a Dream About You, Baby                                  | Bob Dylan                                               | Down in the Groove                        | 1988        |
| Hallelujah, I've Just Been Moved ‡                           | traditionnel                                            | The Bootleg Series Vol. 11                | 2014 (1967) |
| Handsome Molly ‡                                             | traditionnel                                            | Live at the Gaslight 1962                 | 2005 (1962) |
| Handy Dandy                                                  | Bob Dylan                                               | Under the Red Sky                         | 1990        |
| A Hard Rain's a-Gonna Fall                                   | Bob Dylan                                               | The Freewheelin' Bob Dylan                | 1963        |
| Hard Times (en) ‡                                            | Stephen Foster                                          | Good as I Been to You                     | 1992        |
| Hard Times in New York Town                                  | Bob Dylan                                               | The Bootleg Series Volumes 1-3            | 1991 (1961) |
| Hark the Herald Angels Sing ‡                                | Felix Mendelssohn, Charles Wesley                       | Christmas in the Heart                    | 2009        |
| Harmonica Duet                                               | Bob Dylan                                               | The 50th Anniversary Collection 1964      | 2014 (1964) |
| Have Yourself a Merry Little Christmas ‡                     | Hugh Martin, Ralph Blane                                | Christmas in the Heart                    | 2009        |
| Hazel                                                        | Bob Dylan                                               | Planet Waves                              | 1974        |
| Heart of Mine (en)                                           | Bob Dylan                                               | Shot of Love                              | 1981        |
| Help Me Understand                                           | Bob Dylan                                               | The Bootleg Series Vol. 13                | 2017 (1978) |
| Here Comes Santa Claus (en) ‡                                | Gene Autry, Oakley Haldeman                             | Christmas in the Heart                    | 2009        |
| Here's That Rainy Day (en) ‡                                 | Jimmy Van Heusen, Johnny Burke                          | Triplicate                                | 2017        |
| Hero Blues                                                   | Bob Dylan                                               | The Bootleg Series Vol. 9                 | 2010 (1963) |
| He Was a Friend of Mine (en) ‡                               | traditionnel                                            | The Bootleg Series Volumes 1-3            | 1991 (1961) |
| Hiding Too Long                                              | Bob Dylan                                               | The 50th Anniversary Collection 1963      | 2013 (1963) |
| Highway 51 (en) ‡                                            | traditionnel                                            | Bob Dylan                                 | 1962        |
| Highway 61 Revisited                                         | Bob Dylan                                               | Highway 61 Revisited                      | 1965        |
| Highlands (en)                                               | Bob Dylan                                               | Time Out of Mind                          | 1997        |
| High Water (For Charley Patton) (en)                         | Bob Dylan                                               | Love and Theft                            | 2001        |
| The Hills of Mexico (en) ‡                                   | traditionnel                                            | The Bootleg Series Vol. 11                | 2014 (1967) |
| Hiram Hubbard ‡                                              | traditionnel                                            | The 50th Anniversary Collection           | 2012 (1962) |
| Honest with Me                                               | Bob Dylan                                               | Love and Theft                            | 2001        |
| Honey Babe                                                   | Bob Dylan                                               | The 50th Anniversary Collection 1963      | 2013 (1963) |
| Honey, Just Allow Me One More Chance (en)                    | Bob Dylan, Henry Thomas                                 | The Freewheelin' Bob Dylan                | 1963        |
| House Carpenter (en) ‡                                       | traditionnel                                            | The Bootleg Series Volumes 1-3            | 1991 (1962) |
| House of the Risin' Sun ‡                                    | traditionnel                                            | Bob Dylan                                 | 1962        |
| How Deep Is the Ocean? ‡                                     | Irving Berlin                                           | Triplicate                                | 2017        |
| Huck's Tune                                                  | Bob Dylan                                               | Lucky You                                 | 2007        |
| Hurricane                                                    | Bob Dylan, Jacques Levy                                 | Desire                                    | 1976        |
| I Am a Lonesome Hobo (en)                                    | Bob Dylan                                               | John Wesley Harding                       | 1967        |
| I and I (en)                                                 | Bob Dylan                                               | Infidels                                  | 1983        |
| I Believe in You                                             | Bob Dylan                                               | Slow Train Coming                         | 1979        |
| I Can't Come In With a Broken Heart                          | Bob Dylan                                               | The Bootleg Series Vol. 11                | 2014 (1967) |
| I Can't Leave Her Behind                                     | Bob Dylan                                               | The Bootleg Series Vol. 12                | 2015 (1966) |
| I Can't Make It Alone                                        | Bob Dylan                                               | The Bootleg Series Vol. 11                | 2014 (1967) |
| I Contain Multitudes (en)                                    | Bob Dylan                                               | Rough and Rowdy Ways                      | 2020        |
| I Could Have Told You ‡                                      | Carl Sigman, Jimmy Van Heusen                           | Triplicate                                | 2017        |
| I Couldn't Sleep a Wink Last Night ‡                         | Harold Adamson, Jimmy McHugh                            | Triplicate                                | 2017        |
| I'd Hate to Be You on That Dreadful Day                      | Bob Dylan                                               | The Bootleg Series Vol. 9                 | 2010 (1963) |
| Idiot Wind (en)                                              | Bob Dylan                                               | Blood on the Tracks                       | 1975        |
| I Don't Believe You (She Acts Like We Never Have Met) (en)   | Bob Dylan                                               | Another Side of Bob Dylan                 | 1964        |
| I Don't Hurt Anymore ‡                                       | Don Robertson, Jack Rollins                             | The Bootleg Series Vol. 11                | 2014 (1967) |
| I Dreamed I Saw St. Augustine (en)                           | Bob Dylan                                               | John Wesley Harding                       | 1967        |
| If Dogs Run Free                                             | Bob Dylan                                               | New Morning                               | 1970        |
| I Feel a Change Comin' On                                    | Bob Dylan, Robert Hunter                                | Together Through Life                     | 2009        |
| If I Was a King                                              | Bob Dylan                                               | The Bootleg Series Vol. 12                | 2015 (1966) |
| If I Were a Carpenter ‡                                      | Tim Hardin                                              | The Bootleg Series Vol. 11                | 2014 (1967) |
| If Not for You                                               | Bob Dylan                                               | New Morning                               | 1970        |
| I Forgot More Than You'll Ever Know (en) ‡                   | Cecil Null                                              | Self Portrait                             | 1970        |
| I Forgot to Remember to Forget ‡                             | Stan Kesler, Charlie Feathers                           | The Bootleg Series Vol. 11                | 2014 (1967) |
| If You Ever Go to Houston                                    | Bob Dylan, Robert Hunter                                | Together Through Life                     | 2009        |
| If You Gotta Go, Go Now (en)                                 | Bob Dylan                                               | single                                    | 1967        |
| If You See Her, Say Hello (en)                               | Bob Dylan                                               | Blood on the Tracks                       | 1975        |
| If You Want My Love                                          | Bob Dylan                                               | The Bootleg Series Vol. 12                | 2015 (1966) |
| I Guess I'll Have to Change My Plan (en) ‡                   | Arthur Schwartz, Howard Dietz                           | Triplicate                                | 2017        |
| I'll Be Home for Christmas ‡                                 | Buck Ram, Kim Gannon, Walter Kent                       | Christmas in the Heart                    | 2009        |
| I'll Be Your Baby Tonight                                    | Bob Dylan                                               | John Wesley Harding                       | 1967        |
| I'll Keep It with Mine (en)                                  | Bob Dylan                                               | Biograph                                  | 1985 (1965) |
| I'll Remember You                                            | Bob Dylan                                               | Empire Burlesque                          | 1985        |
| Imagination (en) ‡                                           | Jimmy Van Heusen, Johnny Burke                          | Triplicate                                | 2017        |
| I'm Alright                                                  | Bob Dylan                                               | The Bootleg Series Vol. 11                | 2014 (1967) |
| I'm a Fool for You                                           | Bob Dylan                                               | The Bootleg Series Vol. 11                | 2014 (1967) |
| I'm a Fool to Want You ‡                                     | Frank Sinatra, Jack Wolf, Joel Herron                   | Shadows in the Night                      | 2015        |
| I'm Guilty of Loving You                                     | Bob Dylan                                               | The Bootleg Series Vol. 11                | 2014 (1967) |
| I'm in the Mood for Love ‡                                   | John Lee Hooker                                         | The Bootleg Series Vol. 11                | 2014 (1967) |
| I'm Not There                                                | Bob Dylan                                               | I'm Not There                             | 2007 (1967) |
| I'm So Lonesome I Could Cry ‡                                | Hank Williams                                           | The Bootleg Series Vol. 12                | 2015 (1965) |
| I'm Your Teenage Prayer                                      | Bob Dylan                                               | The Bootleg Series Vol. 11                | 2014 (1967) |
| In My Time of Dyin' ‡                                        | traditionnel                                            | Bob Dylan                                 | 1962        |
| In Search of Little Sadie (en) ‡                             | traditionnel                                            | Self Portrait                             | 1970        |
| Instrumental Jam                                             | Bob Dylan                                               | The 50th Anniversary Collection 1963      | 2013 (1963) |
| In the Garden                                                | Bob Dylan                                               | Saved                                     | 1980        |
| In the Summertime                                            | Bob Dylan                                               | Shot of Love                              | 1981        |
| I Pity the Poor Immigrant (en)                               | Bob Dylan                                               | John Wesley Harding                       | 1967        |
| I Rode Out One Morning                                       | Bob Dylan                                               | The 50th Anniversary Collection           | 2012 (1962) |
| I Shall Be Free (en)                                         | Bob Dylan                                               | The Freewheelin' Bob Dylan                | 1963        |
| I Shall Be Free No. 10                                       | Bob Dylan                                               | Another Side of Bob Dylan                 | 1964        |
| I Shall Be Released                                          | Bob Dylan                                               | Bob Dylan's Greatest Hits Vol. 2          | 1971        |
| Isis (en)                                                    | Bob Dylan, Jacques Levy                                 | Desire                                    | 1976        |
| Is It Worth It?                                              | Bob Dylan                                               | The Bootleg Series Vol. 16                | 2021 (1981) |
| Is Your Love in Vain?                                        | Bob Dylan                                               | Street-Legal                              | 1978        |
| It Ain't Me, Babe                                            | Bob Dylan                                               | Another Side of Bob Dylan                 | 1964        |
| It Gets Lonely Early ‡                                       | Jimmy Van Heusen, Sammy Cahn                            | Triplicate                                | 2017        |
| It Had to Be You ‡                                           | Isham Jones, Gus Kahn                                   | Fallen Angels                             | 2016        |
| I Threw It All Away                                          | Bob Dylan                                               | Nashville Skyline                         | 1969        |
| It Hurts Me Too ‡                                            | traditionnel                                            | Self Portrait                             | 1970        |
| It's All Good                                                | Bob Dylan, Robert Hunter                                | Together Through Life                     | 2009        |
| It's All Over Now, Baby Blue                                 | Bob Dylan                                               | Bringing It All Back Home                 | 1965        |
| It's Alright, Ma (I'm Only Bleeding)                         | Bob Dylan                                               | Bringing It All Back Home                 | 1965        |
| It's Funny to Everyone But Me (en) ‡                         | Jack Lawrence                                           | Triplicate                                | 2017        |
| It's the Flight of the Bumblebee                             | Bob Dylan                                               | The Bootleg Series Vol. 11                | 2014 (1967) |
| It Takes a Lot to Laugh, It Takes a Train to Cry             | Bob Dylan                                               | Highway 61 Revisited                      | 1965        |
| I've Made Up My Mind to Give Myself to You (en)              | Bob Dylan                                               | Rough and Rowdy Ways                      | 2020        |
| I Wanna Be Your Lover                                        | Bob Dylan                                               | Biograph                                  | 1985 (1965) |
| I Want You                                                   | Bob Dylan                                               | Blonde on Blonde                          | 1966        |
| I Was Young When I Left Home                                 | Bob Dylan                                               | Love and Theft (édition limitée)          | 2001 (1961) |
| I Will Love Him                                              | Bob Dylan                                               | The Bootleg Series Vol. 13                | 2017 (1980) |
| I Wish It Would Rain (en) ‡                                  | Norman Whitfield, Barrett Strong, Rodger Penzabene      | The Bootleg Series Vol. 16                | 2021 (1981) |
| Jack-A-Roe (en) ‡                                            | traditionnel                                            | World Gone Wrong                          | 1993        |
| James Alley Blues ‡                                          | Rabbit Brown                                            | The 50th Anniversary Collection 1963      | 2013 (1963) |
| Jelly Bean                                                   | Bob Dylan                                               | The Bootleg Series Vol. 11                | 2014 (1967) |
| Jesus Is the One                                             | Bob Dylan                                               | The Bootleg Series Vol. 13                | 2017 (1981) |
| Jesus Met the Woman at the Well (en) ‡                       | traditionnel                                            | The Bootleg Series Vol. 16                | 2021        |
| Jet Pilot                                                    | Bob Dylan                                               | Biograph                                  | 1985 (1965) |
| Joey (en)                                                    | Bob Dylan, Jacques Levy                                 | Desire                                    | 1976        |
| Jim Jones (en) ‡                                             | traditionnel                                            | Good as I Been to You                     | 1992        |
| John Brown                                                   | Bob Dylan                                               | MTV Unplugged                             | 1995        |
| Johnny Cuckoo ‡                                              | traditionnel                                            | The 50th Anniversary Collection 1964      | 2014 (1964) |
| Johnny Todd ‡                                                | traditionnel                                            | The Bootleg Series Vol. 11                | 2014 (1967) |
| John Wesley Harding (en)                                     | Bob Dylan                                               | John Wesley Harding                       | 1967        |
| Jokerman (en)                                                | Bob Dylan                                               | Infidels                                  | 1983        |
| Jolene                                                       | Bob Dylan, Robert Hunter                                | Together Through Life                     | 2009        |
| Joshua Gone Barbados ‡                                       | Eric Von Schmidt                                        | The Bootleg Series Vol. 11                | 2014 (1967) |
| Julius and Ethel                                             | Bob Dylan                                               | The Bootleg Series Vol. 16                | 2021 (1983) |
| Just Like a Woman                                            | Bob Dylan                                               | Blonde on Blonde                          | 1966        |
| Just Like Tom Thumb's Blues                                  | Bob Dylan                                               | Highway 61 Revisited                      | 1965        |
| Keep Your Hands Off Her                                      | Bob Dylan                                               | The 50th Anniversary Collection 1963      | 2013 (1963) |
| Key West (Philosopher Pirate) (en)                           | Bob Dylan                                               | Rough and Rowdy Ways                      | 2020        |
| Kickin' My Dog Around ‡                                      | traditionnel                                            | The Bootleg Series Vol. 11                | 2014 (1967) |
| Kind Hearted Woman Blues (en) ‡                              | Robert Johnson                                          | The 50th Anniversary Collection           | 2012 (1962) |
| The King of France                                           | Bob Dylan                                               | The Bootleg Series Vol. 11                | 2014 (1967) |
| Kingsport Town ‡                                             | traditionnel                                            | The Bootleg Series Volumes 1-3            | 1991 (1962) |
| Knockin' on Heaven's Door                                    | Bob Dylan                                               | Pat Garrett and Billy the Kid             | 1973        |
| Last Thoughts on Woody Guthrie (en)                          | Bob Dylan                                               | The Bootleg Series Volumes 1-3            | 1991 (1962) |
| Lay Down Your Weary Tune (en)                                | Bob Dylan                                               | Biograph                                  | 1985 (1963) |
| Lay Lady Lay                                                 | Bob Dylan                                               | Nashville Skyline                         | 1969        |
| Lenny Bruce                                                  | Bob Dylan                                               | Shot of Love                              | 1981        |
| Leopard-Skin Pill-Box Hat (en)                               | Bob Dylan                                               | Blonde on Blonde                          | 1966        |
| Let It Be Me ‡                                               | Gilbert Bécaud, Mann Curtis, Pierre Delanoë             | Self Portrait                             | 1970        |
| Let Me Die in My Footsteps (en)                              | Bob Dylan                                               | The Bootleg Series Volumes 1-3            | 1991 (1962) |
| Let's Keep It Between Us                                     | Bob Dylan                                               | The Bootleg Series Vol. 16                | 2021 (1981) |
| Let's Stick Together ‡                                       | Wilbert Harrison                                        | Down in the Groove                        | 1988        |
| The Levee's Gonna Break                                      | Bob Dylan                                               | Modern Times                              | 2006        |
| License to Kill                                              | Bob Dylan                                               | Infidels                                  | 1983        |
| Life Is Hard                                                 | Bob Dylan, Robert Hunter                                | Together Through Life                     | 2009        |
| Lily of the West ‡                                           | traditionnel                                            | Dylan                                     | 1973        |
| Lily, Rosemary and the Jack of Hearts                        | Bob Dylan                                               | Blood on the Tracks                       | 1975        |
| Like a Rolling Stone                                         | Bob Dylan                                               | Highway 61 Revisited                      | 1965        |
| Little Drummer Boy ‡                                         | Katherine K. Davis, Henry Onorati, Harry Simeone        | Christmas in the Heart                    | 2009        |
| Little Maggie ‡                                              | traditionnel                                            | Good as I Been to You                     | 1992        |
| Little Sadie (en) ‡                                          | traditionnel                                            | Self Portrait                             | 1970        |
| Living the Blues                                             | Bob Dylan                                               | Self Portrait                             | 1970        |
| Lo and Behold!                                               | Bob Dylan                                               | The Basement Tapes                        | 1975        |
| Lock Your Door                                               | Bob Dylan                                               | The Bootleg Series Vol. 11                | 2014 (1967) |
| Lone Pilgrim ‡                                               | Benjamin Franklin White, Adger M. Pace                  | World Gone Wrong                          | 1993        |
| Lonesome Day Blues (en)                                      | Bob Dylan                                               | Love and Theft                            | 2001        |
| The Lonesome Death of Hattie Carroll                         | Bob Dylan                                               | The Times They Are a-Changin'             | 1964        |
| The Lonesome River ‡                                         | Carter Stanley, Ralph Stanley                           | The Bootleg Series Vol. 8                 | 2008 (1989) |
| Lonesome River Edge ‡                                        | traditionnel                                            | The 50th Anniversary Collection 1963      | 2013 (1963) |
| (I Heard That) Lonesome Whistle (en) ‡                       | Hank Williams, Jimmie Davis                             | The 50th Anniversary Collection           | 2012 (1962) |
| Long Ago, Far Away                                           | Bob Dylan                                               | The Bootleg Series Vol. 9                 | 2010 (1962) |
| Long and Wasted Years (en)                                   | Bob Dylan                                               | Tempest                                   | 2012        |
| Long Distance Operator                                       | Bob Dylan                                               | The Basement Tapes                        | 1975        |
| Long Time Gone                                               | Bob Dylan                                               | The Bootleg Series Vol. 9                 | 2010 (1963) |
| Lord Protect My Child                                        | Bob Dylan                                               | The Bootleg Series Volumes 1-3            | 1991 (1983) |
| Lost Highway ‡                                               | Leon Payne                                              | The Bootleg Series Vol. 12                | 2015 (1965) |
| Love Henry ‡                                                 | traditionnel                                            | World Gone Wrong                          | 1993        |
| Love Is Only Mine                                            | Bob Dylan                                               | The Bootleg Series Vol. 11                | 2014 (1967) |
| Love Minus Zero/No Limit (en)                                | Bob Dylan                                               | Bringing It All Back Home                 | 1965        |
| Love Sick (en)                                               | Bob Dylan                                               | Time Out of Mind                          | 1997        |
| The Love That Faded                                          | Bob Dylan, Hank Williams                                | The Lost Notebooks of Hank Williams       | 2011        |
| Lunatic Princess                                             | Bob Dylan                                               | The Bootleg Series Vol. 12                | 2015 (1965) |
| Maggie's Farm                                                | Bob Dylan                                               | Bringing It All Back Home                 | 1965        |
| Main Title Theme (Billy)                                     | Bob Dylan                                               | Pat Garrett and Billy the Kid             | 1973        |
| Make You Feel My Love                                        | Bob Dylan                                               | Time Out of Mind                          | 1997        |
| Making a Liar Out of Me                                      | Bob Dylan                                               | The Bootleg Series Vol. 13                | 2017 (1980) |
| Mama, You Been on My Mind (en)                               | Bob Dylan                                               | The Bootleg Series Volumes 1-3            | 1991 (1964) |
| Man Gave Names to All the Animals                            | Bob Dylan                                               | Slow Train Coming                         | 1979        |
| The Man in Me (en)                                           | Bob Dylan                                               | New Morning                               | 1970        |
| Man in the Long Black Coat (en)                              | Bob Dylan                                               | Oh Mercy                                  | 1989        |
| Man on the Street                                            | Bob Dylan                                               | The Bootleg Series Volumes 1-3            | 1991 (1961) |
| Man of Constant Sorrow ‡                                     | traditionnel                                            | Bob Dylan                                 | 1962        |
| Man of Peace                                                 | Bob Dylan                                               | Infidels                                  | 1983        |
| Marchin' to the City                                         | Bob Dylan                                               | The Bootleg Series Vol. 8                 | 2008 (1997) |
| Mary and the Soldier ‡                                       | traditionnel                                            | The Bootleg Series Vol. 8                 | 2008 (1992) |
| Mary Ann ‡                                                   | traditionnel                                            | Dylan                                     | 1973        |
| Mary of the Wild Moor                                        | Bob Dylan                                               | The Bootleg Series Vol. 16                | 2021        |
| Masters of War                                               | Bob Dylan                                               | The Freewheelin' Bob Dylan                | 1963        |
| Maybe Someday                                                | Bob Dylan                                               | Knocked Out Loaded                        | 1986        |
| Maybe You'll Be There (en) ‡                                 | Rube Bloom, Sammy Gallop                                | Fallen Angels                             | 2016        |
| Medicine Sunday                                              | Bob Dylan                                               | The Bootleg Series Vol. 12                | 2015 (1965) |
| Meet Me in the Morning (en)                                  | Bob Dylan                                               | Blood on the Tracks                       | 1975        |
| Melancholy Mood ‡                                            | Walter Schumann, Vick R. Knight Sr.                     | Fallen Angels                             | 2016        |
| The Mighty Quinn (Quinn the Eskimo)                          | Bob Dylan                                               | Self Portrait                             | 1970        |
| Milk Cow (Calf's) Blues (Good Morning Blues) ‡               | Robert Johnson                                          | The 50th Anniversary Collection           | 2012 (1962) |
| Million Dollar Bash                                          | Bob Dylan                                               | The Basement Tapes                        | 1975        |
| Million Miles                                                | Bob Dylan                                               | Time Out of Mind                          | 1997        |
| Minstrel Boy                                                 | Bob Dylan                                               | Self Portrait                             | 1970        |
| Mississippi                                                  | Bob Dylan                                               | Love and Theft                            | 2001        |
| Miss the Mississippi                                         | Bob Dylan                                               | The Bootleg Series Vol. 8                 | 2008 (1992) |
| Mixed-Up Confusion (en)                                      | Bob Dylan                                               | single                                    | 1962        |
| Money Honey ‡                                                | Jesse Stone                                             | The 50th Anniversary Collection 1964      | 2014 (1964) |
| Moonlight (en)                                               | Bob Dylan                                               | Love and Theft                            | 2001        |
| Moonshiner (en) ‡                                            | traditionnel                                            | The Bootleg Series Volumes 1-3            | 1991 (1963) |
| More and More ‡                                              | Merle Kilgore                                           | The 50th Anniversary Collection 1964      | 2014 (1964) |
| Most Likely You Go Your Way (And I'll Go Mine) (en)          | Bob Dylan                                               | Blonde on Blonde                          | 1966        |
| Most of the Time (en)                                        | Bob Dylan                                               | Oh Mercy                                  | 1989        |
| Motherless Children (en) ‡                                   | Blind Willie Johnson                                    | The 50th Anniversary Collection           | 2012 (1962) |
| Mother of Muses (en)                                         | Bob Dylan                                               | Rough and Rowdy Ways                      | 2020        |
| Motorpsycho Nitemare (en)                                    | Bob Dylan                                               | Another Side of Bob Dylan                 | 1964        |
| Mozambique (en)                                              | Bob Dylan, Jacques Levy                                 | Desire                                    | 1976        |
| Mr. Blue ‡                                                   | Dewayne Blackwell                                       | The Bootleg Series Vol. 11                | 2014 (1967) |
| Mr. Bojangles ‡                                              | Jerry Jeff Walker                                       | Dylan                                     | 1973        |
| Mr. Tambourine Man                                           | Bob Dylan                                               | Bringing It All Back Home                 | 1965        |
| Muleskinner Blues (en) ‡                                     | Jimmie Rodgers                                          | The 50th Anniversary Collection           | 2012 (1962) |
| Murder Most Foul (en)                                        | Bob Dylan                                               | Rough and Rowdy Ways                      | 2020        |
| Must Be Santa (en) ‡                                         | William Fredericks, Hal Moore                           | Christmas in the Heart                    | 2009        |
| My Back Pages                                                | Bob Dylan                                               | Another Side of Bob Dylan                 | 1964        |
| My Bucket's Got a Hole in It (en) ‡                          | Clarence Williams                                       | The Bootleg Series Vol. 11                | 2014 (1967) |
| My One and Only Love ‡                                       | Guy Wood, Robert Mellin                                 | Triplicate                                | 2017        |
| My Own Version of You (en)                                   | Bob Dylan                                               | Rough and Rowdy Ways                      | 2020        |
| Mystery Train ‡                                              | Junior Parker                                           | The Bootleg Series Vol. 16                | 2021        |
| My Wife's Home Town                                          | Bob Dylan, Robert Hunter, Willie Dixon                  | Together Through Life                     | 2009        |
| Narrow Way (en)                                              | Bob Dylan                                               | Tempest                                   | 2012        |
| Nashville Skyline Rag                                        | Bob Dylan                                               | Nashville Skyline                         | 1969        |
| Need a Woman                                                 | Bob Dylan                                               | The Bootleg Series Volumes 1-3            | 1991 (1981) |
| Neighborhood Bully                                           | Bob Dylan                                               | Infidels                                  | 1983        |
| Nettie Moore (en)                                            | Bob Dylan                                               | Modern Times                              | 2006        |
| Never Gonna Be the Same Again                                | Bob Dylan                                               | Empire Burlesque                          | 1985        |
| Never Say Goodbye                                            | Bob Dylan                                               | Planet Waves                              | 1974        |
| Nevertheless (en) ‡                                          | Harry Ruby, Bert Kalmar                                 | Fallen Angels                             | 2016        |
| New Danville Girl                                            | Bob Dylan, Sam Shepard                                  | The Bootleg Series Vol. 16                | 2021 (1985) |
| New Morning                                                  | Bob Dylan                                               | New Morning                               | 1970        |
| New Pony (en)                                                | Bob Dylan                                               | Street-Legal                              | 1978        |
| Next Time on the Highway                                     | Bob Dylan                                               | The Bootleg Series Vol. 11                | 2014 (1967) |
| The Night We Called It a Day (en) ‡                          | Matt Dennis, Tom Adair                                  | Shadows in the Night                      | 2015        |
| Nine Hundred Miles ‡                                         | traditionnel                                            | The Bootleg Series Vol. 11                | 2014 (1967) |
| Ninety Miles an Hour (Down a Dead End Street) ‡              | Hal Blair, Don Robertson                                | Down in the Groove                        | 1988        |
| Nobody 'cept You                                             | Bob Dylan                                               | The Bootleg Series Volumes 1-3            | 1991 (1973) |
| No More Auction Block ‡                                      | traditionnel                                            | The Bootleg Series Volumes 1-3            | 1991 (1961) |
| North Country Blues                                          | Bob Dylan                                               | The Times They Are a-Changin'             | 1964        |
| Northern Claim                                               | Bob Dylan                                               | The Bootleg Series Vol. 11                | 2014 (1967) |
| Not Dark Yet (en)                                            | Bob Dylan                                               | Time Out of Mind                          | 1997        |
| Nothing Was Delivered (en)                                   | Bob Dylan                                               | The Basement Tapes                        | 1975        |
| No Time to Think                                             | Bob Dylan                                               | Street-Legal                              | 1978        |
| Obviously 5 Believers (en)                                   | Bob Dylan                                               | Blonde on Blonde                          | 1966        |
| O Come All Ye Faithful (Adeste Fideles) ‡                    | traditionnel                                            | Christmas in the Heart                    | 2009        |
| Odds and Ends                                                | Bob Dylan                                               | The Basement Tapes                        | 1975        |
| Oh, Sister                                                   | Bob Dylan, Jacques Levy                                 | Desire                                    | 1976        |
| O Little Town of Bethlehem ‡                                 | traditionnel                                            | Christmas in the Heart                    | 2009        |
| Ol' Roison the Beau (en) ‡                                   | traditionnel                                            | The Bootleg Series Vol. 11                | 2014 (1967) |
| On a Little Street in Singapore (en) ‡                       | Peter DeRose, Billy Hill                                | Fallen Angels                             | 2016        |
| On a Night Like This (en)                                    | Bob Dylan                                               | Planet Waves                              | 1974        |
| On a Rainy Afternoon                                         | Bob Dylan                                               | The Bootleg Series Vol. 11                | 2014 (1967) |
| On a Rainy Afternoon                                         | Bob Dylan                                               | The Bootleg Series Vol. 12                | 2015 (1966) |
| Once Upon a Time (en) ‡                                      | Charles Strouse, Lee Adams                              | Triplicate                                | 2017        |
| One for the Road                                             | Bob Dylan                                               | The Bootleg Series Vol. 11                | 2014 (1967) |
| One Man's Loss                                               | Bob Dylan                                               | The Bootleg Series Vol. 11                | 2014 (1967) |
| One More Cup of Coffee (Valley Below)                        | Bob Dylan                                               | Desire                                    | 1976        |
| One More Night                                               | Bob Dylan                                               | Nashville Skyline                         | 1969        |
| One More Weekend                                             | Bob Dylan                                               | New Morning                               | 1970        |
| One of Us Must Know (Sooner or Later)                        | Bob Dylan                                               | Blonde on Blonde                          | 1966        |
| One Single River ‡                                           | Ian Tyson, Peter Gzowski                                | The Bootleg Series Vol. 11                | 2014 (1967) |
| One Too Many Mornings                                        | Bob Dylan                                               | The Times They Are a-Changin'             | 1964        |
| Only a Hobo                                                  | Bob Dylan                                               | The Bootleg Series Volumes 1-3            | 1991 (1963) |
| Only a Pawn in Their Game                                    | Bob Dylan                                               | The Times They Are a-Changin'             | 1964        |
| On the Road Again (en)                                       | Bob Dylan                                               | Bringing It All Back Home                 | 1965        |
| Open the Door, Homer                                         | Bob Dylan                                               | The Basement Tapes                        | 1975        |
| Outlaw Blues (en)                                            | Bob Dylan                                               | Bringing It All Back Home                 | 1965        |
| Oxford Town (en)                                             | Bob Dylan                                               | The Freewheelin' Bob Dylan                | 1963        |
| Paths of Victory                                             | Bob Dylan                                               | The Bootleg Series Volumes 1-3            | 1991 (1963) |
| Pay in Blood (en)                                            | Bob Dylan                                               | Tempest                                   | 2012        |
| Peggy Day                                                    | Bob Dylan                                               | Nashville Skyline                         | 1969        |
| People Get Ready ‡                                           | Curtis Mayfield                                         | The Bootleg Series Vol. 11                | 2014 (1967) |
| Percy's Song (en)                                            | Bob Dylan                                               | Biograph                                  | 1985 (1963) |
| Please, Mrs. Henry                                           | Bob Dylan                                               | The Basement Tapes                        | 1975        |
| Pledging My Time (en)                                        | Bob Dylan                                               | Blonde on Blonde                          | 1966        |
| Po' Boy (en)                                                 | Bob Dylan                                               | Love and Theft                            | 2001        |
| Po' Lazarus ‡                                                | traditionnel                                            | The Bootleg Series Vol. 11                | 2014 (1967) |
| Political World (en)                                         | Bob Dylan                                               | Oh Mercy                                  | 1989        |
| Polka Dots and Moonbeams (en) ‡                              | Jimmy Van Heusen, Johnny Burke                          | Fallen Angels                             | 2016        |
| Poor Boy Blues                                               | Bob Dylan                                               | The Bootleg Series Vol. 9                 | 2010 (1962) |
| Positively 4th Street                                        | Bob Dylan                                               | single                                    | 1965        |
| Positively Van Gogh                                          | Bob Dylan                                               | The Bootleg Series Vol. 12                | 2015 (1966) |
| Precious Angel                                               | Bob Dylan                                               | Slow Train Coming                         | 1979        |
| Precious Memories (en) ‡                                     | traditionnel                                            | Knocked Out Loaded                        | 1986        |
| Pressing On (en)                                             | Bob Dylan                                               | Saved                                     | 1980        |
| Pretty Mary                                                  | Bob Dylan                                               | The Bootleg Series Vol. 11                | 2014 (1967) |
| Pretty Peggy-O (en) ‡                                        | traditionnel                                            | Bob Dylan                                 | 1962        |
| Pretty Saro ‡                                                | traditionnel                                            | The Bootleg Series Vol. 10                | 2013 (1970) |
| Price of Love                                                | Bob Dylan                                               | The Bootleg Series Vol. 16                | 2021 (1981) |
| Property of Jesus                                            | Bob Dylan                                               | Shot of Love                              | 1981        |
| P.S. I Love You (en) ‡                                       | Gordon Jenkins, Johnny Mercer                           | Triplicate                                | 2017        |
| Queen Jane Approximately                                     | Bob Dylan                                               | Highway 61 Revisited                      | 1965        |
| Quit Your Low Down Ways                                      | Bob Dylan                                               | The Bootleg Series Volumes 1-3            | 1991 (1962) |
| Ragged & Dirty (en) ‡                                        | Willie Brown                                            | World Gone Wrong                          | 1993        |
| Railroad Bill ‡                                              | traditionnel                                            | The Bootleg Series Vol. 10                | 2013 (1970) |
| Rainy Day Women #12 & 35                                     | Bob Dylan                                               | Blonde on Blonde                          | 1966        |
| Rambler, Gambler ‡                                           | traditionnel                                            | The Bootleg Series Vol. 7                 | 2005 (1960) |
| Rambling, Gambling Willie                                    | Bob Dylan                                               | The Bootleg Series Volumes 1-3            | 1991 (1962) |
| Ramblin' on My Mind ‡                                        | Robert Johnson                                          | The 50th Anniversary Collection           | 2012 (1962) |
| Rank Strangers to Me ‡                                       | Albert E. Brumley                                       | Down in the Groove                        | 1988        |
| Red River Shore                                              | Bob Dylan                                               | The Bootleg Series Vol. 8                 | 2008 (1997) |
| Remember Me ‡                                                | Scott Wiseman                                           | The Bootleg Series Vol. 12                | 2015 (1965) |
| Restless Farewell                                            | Bob Dylan                                               | The Times They Are a-Changin'             | 1964        |
| Ring Them Bells (en)                                         | Bob Dylan                                               | Oh Mercy                                  | 1989        |
| Rise Again                                                   | Bob Dylan                                               | The Bootleg Series Vol. 13                | 2017 (1980) |
| River Theme                                                  | Bob Dylan                                               | Pat Garrett and Billy the Kid             | 1973        |
| Rocks and Gravel                                             | Bob Dylan                                               | Live at the Gaslight 1962                 | 2005 (1962) |
| Rock, Salt and Nails ‡                                       | Utah Phillips                                           | The Bootleg Series Vol. 11                | 2014 (1967) |
| Rollin' and Tumblin'                                         | Bob Dylan                                               | Modern Times                              | 2006        |
| Roll On John (en)                                            | Bob Dylan                                               | Tempest                                   | 2012        |
| Roll On Train                                                | Bob Dylan                                               | The Bootleg Series Vol. 11                | 2014 (1967) |
| Romance in Durango (en)                                      | Bob Dylan, Jacques Levy                                 | Desire                                    | 1976        |
| Sad Eyed Lady of the Lowlands                                | Bob Dylan                                               | Blonde on Blonde                          | 1966        |
| Sally Free and Easy ‡                                        | Cyril Tawney                                            | The 50th Anniversary Collection 1963      | 2013 (1963) |
| Sally Gal                                                    | Bob Dylan                                               | The Bootleg Series Vol. 7                 | 2005 (1962) |
| Sally Sue Brown ‡                                            | Arthur Alexander, Earl Montgomery, Tom Stafford         | Down in the Groove                        | 1988        |
| Santa-Fe                                                     | Bob Dylan                                               | The Bootleg Series Volumes 1-3            | 1991 (1967) |
| Sara (en)                                                    | Bob Dylan                                               | Desire                                    | 1976        |
| Sarah Jane                                                   | Bob Dylan                                               | Dylan                                     | 1973        |
| A Satisfied Mind (en) ‡                                      | Red Hayes, Jack Rhodes                                  | Saved                                     | 1980        |
| Saved                                                        | Bob Dylan, Tim Drummond                                 | Saved                                     | 1980        |
| Saving Grace                                                 | Bob Dylan                                               | Saved                                     | 1980        |
| Scarlet Town (en)                                            | Bob Dylan                                               | Tempest                                   | 2012        |
| Seeing the Real You at Last                                  | Bob Dylan                                               | Empire Burlesque                          | 1985        |
| See That My Grave Is Kept Clean (en) ‡                       | Blind Lemon Jefferson                                   | Bob Dylan                                 | 1962        |
| See You Later, Allen Ginsberg                                | Bob Dylan                                               | The Bootleg Series Vol. 11                | 2014 (1967) |
| Senor (Tales of Yankee Power) (en)                           | Bob Dylan                                               | Street-Legal                              | 1978        |
| Sentimental Journey (en) ‡                                   | Les Brown, Ben Homer, Bud Green                         | Triplicate                                | 2017        |
| The September of My Years ‡                                  | Jimmy Van Heusen, Sammy Cahn                            | Triplicate                                | 2017        |
| Series of Dreams (en)                                        | Bob Dylan                                               | The Bootleg Series Volumes 1-3            | 1991 (1989) |
| Seven Curses                                                 | Bob Dylan                                               | The Bootleg Series Volumes 1-3            | 1991 (1963) |
| Seven Days                                                   | Bob Dylan                                               | The Bootleg Series Volumes 1-3            | 1991 (1976) |
| Shake Shake Mama                                             | Bob Dylan, Robert Hunter                                | Together Through Life                     | 2009        |
| She Belongs to Me                                            | Bob Dylan                                               | Bringing It All Back Home                 | 1965        |
| Shelter from the Storm (en)                                  | Bob Dylan                                               | Blood on the Tracks                       | 1975        |
| She's Your Lover Now (en)                                    | Bob Dylan                                               | The Bootleg Series Volumes 1-3            | 1991 (1966) |
| Shenandoah (en) ‡                                            | traditionnel                                            | Down in the Groove                        | 1988        |
| She's on My Mind Again                                       | Bob Dylan                                               | The Bootleg Series Vol. 11                | 2014 (1967) |
| Shooting Star (en)                                           | Bob Dylan                                               | Oh Mercy                                  | 1989        |
| Shot of Love                                                 | Bob Dylan                                               | Shot of Love                              | 1981        |
| Sign on the Cross                                            | Bob Dylan                                               | The Bootleg Series Vol. 11                | 2014 (1967) |
| Sign on the Window                                           | Bob Dylan                                               | New Morning                               | 1970        |
| Silent Weekend                                               | Bob Dylan                                               | The Bootleg Series Vol. 11                | 2014 (1967) |
| Silhouettes ‡                                                | Frank Slay Jr., Bob Crewe                               | The Bootleg Series Vol. 11                | 2014 (1967) |
| Silver Bells (en) ‡                                          | Jay Livingston, Ray Evans                               | Christmas in the Heart                    | 2009        |
| Silver Dagger ‡                                              | traditionnel                                            | The Bootleg Series Vol. 6                 | 2004 (1964) |
| Silvio (en)                                                  | Bob Dylan, Robert Hunter                                | Down in the Groove                        | 1988        |
| Simple Twist of Fate                                         | Bob Dylan                                               | Blood on the Tracks                       | 1975        |
| Sitting on a Barbed Wire Fence                               | Bob Dylan                                               | The Bootleg Series Volumes 1-3            | 1991 (1965) |
| Sittin' on Top of the World ‡                                | Walter Vinson, Lonnie Chatmon                           | Good as I Been to You                     | 1992        |
| Skylark ‡                                                    | Hoagy Carmichael, Johnny Mercer                         | Fallen Angels                             | 2016        |
| Slow Train                                                   | Bob Dylan                                               | Slow Train Coming                         | 1979        |
| Solid Rock                                                   | Bob Dylan                                               | Saved                                     | 1980        |
| Someday Baby (en)                                            | Bob Dylan                                               | Modern Times                              | 2006        |
| Some Enchanted Evening ‡                                     | Oscar Hammerstein II, Richard Rodgers                   | Shadows in the Night                      | 2015        |
| Someone's Got a Hold of My Heart                             | Bob Dylan                                               | The Bootleg Series Volumes 1-3            | 1991 (1983) |
| Something's Burning, Baby                                    | Bob Dylan                                               | Empire Burlesque                          | 1985        |
| Something There Is About You                                 | Bob Dylan                                               | Planet Waves                              | 1974        |
| Somewhere Along the Way (en) ‡                               | Jimmy Van Heusen, Sammy Gallop                          | Triplicate                                | 2017        |
| Song to Woody (en)                                           | Bob Dylan                                               | Bob Dylan                                 | 1962        |
| Soon After Midnight (en)                                     | Bob Dylan                                               | Tempest                                   | 2012        |
| Spanish Harlem Incident                                      | Bob Dylan                                               | Another Side of Bob Dylan                 | 1964        |
| Spanish Is the Loving Tongue (en) ‡                          | Charles Badger Clark, Billy Simon                       | Dylan                                     | 1973        |
| The Spanish Song                                             | Bob Dylan                                               | The Bootleg Series Vol. 11                | 2014 (1967) |
| Spirit on the Water (en)                                     | Bob Dylan                                               | Modern Times                              | 2006        |
| Stack a Lee ‡                                                | traditionnel                                            | World Gone Wrong                          | 1993        |
| Stand by Faith                                               | Bob Dylan                                               | The Bootleg Series Vol. 13                | 2017 (1979) |
| Standing in the Doorway (en)                                 | Bob Dylan                                               | Time Out of Mind                          | 1997        |
| Standing on the Highway                                      | Bob Dylan                                               | The Bootleg Series Vol. 9                 | 2010 (1962) |
| Stardust ‡                                                   | Hoagy Carmichael, Mitchell Parish                       | Triplicate                                | 2017        |
| Stay with Me ‡                                               | Jerome Moross, Carolyn Leigh                            | Shadows in the Night                      | 2015        |
| Stealin' (en) ‡                                              | traditionnel                                            | The 50th Anniversary Collection           | 2012 (1962) |
| Step It Up and Go (en) ‡                                     | traditionnel                                            | Good as I Been to You                     | 1992        |
| Still in Town, Still Around ‡                                | Hank Cochran, Harlan Howard                             | The Bootleg Series Vol. 11                | 2014 (1967) |
| Stoned on the Mountain                                       | Bob Dylan, Eric Von Schmidt                             | The 50th Anniversary Collection 1964      | 2014 (1964) |
| Stormy Weather ‡                                             | Harold Arlen, Ted Koehler                               | Triplicate                                | 2017        |
| Straight A's in Love (en) ‡                                  | Johnny Cash                                             | The Bootleg Series Vol. 16                | 2021 (1985) |
| Stuck Inside of Mobile with the Memphis Blues Again          | Bob Dylan                                               | Blonde on Blonde                          | 1966        |
| Subterranean Homesick Blues                                  | Bob Dylan                                               | Bringing It All Back Home                 | 1965        |
| Sugar Baby (en)                                              | Bob Dylan                                               | Love and Theft                            | 2001        |
| Summer Days (en)                                             | Bob Dylan                                               | Love and Theft                            | 2001        |
| Susie Q ‡                                                    | Dale Hawkins, Stan Lewis, Eleanor Broadwater            | The 50th Anniversary Collection 1964      | 2014 (1964) |
| Suze (The Cough Song)                                        | Bob Dylan                                               | The Bootleg Series Volumes 1-3            | 1991 (1963) |
| Sweet Caroline ‡                                             | Neil Diamond                                            | The Bootleg Series Vol. 16                | 2021        |
| Sweetheart Like You (en)                                     | Bob Dylan                                               | Infidels                                  | 1983        |
| Talkin' Bear Mountain Picnic Massacre Blues (en)             | Bob Dylan                                               | The Bootleg Series Volumes 1-3            | 1991 (1962) |
| Talkin' Hava Negeilah Blues                                  | Bob Dylan                                               | The Bootleg Series Volumes 1-3            | 1991 (1962) |
| Talkin' John Birch Paranoid Blues (en)                       | Bob Dylan                                               | The Bootleg Series Volumes 1-3            | 1991 (1963) |
| Talkin' New York (en)                                        | Bob Dylan                                               | Bob Dylan                                 | 1962        |
| Talkin' World War III Blues (en)                             | Bob Dylan                                               | The Freewheelin' Bob Dylan                | 1963        |
| Take a Message to Mary (en) ‡                                | Boudleaux Bryant, Felice Bryant                         | Self Portrait                             | 1970        |
| Take Me as I Am (Or Let Me Go) ‡                             | Boudleaux Bryant                                        | Self Portrait                             | 1970        |
| Tangled Up in Blue                                           | Bob Dylan                                               | Blood on the Tracks                       | 1975        |
| Tattle O'Day ‡                                               | traditionnel                                            | The Bootleg Series Vol. 10                | 2013 (1970) |
| Tears of Rage (en)                                           | Bob Dylan, Richard Manuel                               | The Basement Tapes                        | 1975        |
| Tell Me                                                      | Bob Dylan                                               | The Bootleg Series Volumes 1-3            | 1991 (1983) |
| Tell Me, Momma (en)                                          | Bob Dylan                                               | The Bootleg Series Vol. 4                 | 1998 (1966) |
| Tell Me That Isn't True                                      | Bob Dylan                                               | Nashville Skyline                         | 1969        |
| Tell Ol' Bill                                                | Bob Dylan                                               | North Country                             | 2005        |
| Tempest (en)                                                 | Bob Dylan                                               | Tempest                                   | 2012        |
| Temporary Like Achilles (en)                                 | Bob Dylan                                               | Blonde on Blonde                          | 1966        |
| That's All Right, Mama ‡                                     | Arthur Crudup                                           | The 50th Anniversary Collection           | 2012 (1962) |
| That Lucky Old Sun (en) ‡                                    | Haven Gillespie, Beasley Smith                          | Shadows in the Night                      | 2015        |
| That Old Black Magic (en) ‡                                  | Harold Arlen, Johnny Mercer                             | Fallen Angels                             | 2016        |
| That Old Feeling (en) ‡                                      | Sammy Fain, Lew Brown                                   | Triplicate                                | 2017        |
| That's the Breaks                                            | Bob Dylan                                               | The Bootleg Series Vol. 11                | 2014 (1967) |
| There's a Flaw in My Flue ‡                                  | Jimmy Van Heusen, Johnny Burke                          | Triplicate                                | 2017        |
| These Foolish Things ‡                                       | Eric Maschwitz, Jack Strachey                           | Triplicate                                | 2017        |
| These Hands ‡                                                | traditionnel                                            | The Bootleg Series Vol. 10                | 2013 (1970) |
| They Killed Him (en) ‡                                       | Kris Kristofferson                                      | Knocked Out Loaded                        | 1986        |
| Thief on the Cross                                           | Bob Dylan                                               | The Bootleg Series Vol. 13                | 2017 (1981) |
| Things Have Changed (en)                                     | Bob Dylan                                               | single                                    | 2000        |
| Thirsty Boots (en) ‡                                         | Eric Andersen                                           | The Bootleg Series Vol. 10                | 2013 (1970) |
| This Dream of You                                            | Bob Dylan                                               | Together Through Life                     | 2009        |
| This Evening So Soon ‡                                       | traditionnel                                            | The Bootleg Series Vol. 10                | 2013 (1970) |
| This Land Is Your Land ‡                                     | Woody Guthrie                                           | The Bootleg Series Vol. 7                 | 2005 (1961) |
| This Nearly Was Mine ‡                                       | Richard Rodgers, Oscar Hammerstein II                   | Triplicate                                | 2017        |
| This Night Won't Last Forever (en) ‡                         | Bill LaBounty, Roy Freeland                             | The Bootleg Series Vol. 16                | 2021        |
| This Was My Love ‡                                           | Jim Harbert                                             | The Bootleg Series Vol. 16                | 2021 (1981) |
| This Wheel's on Fire                                         | Bob Dylan, Rick Danko                                   | The Basement Tapes                        | 1975        |
| Three Angels                                                 | Bob Dylan                                               | New Morning                               | 1970        |
| Thunder on the Mountain                                      | Bob Dylan                                               | Modern Times                              | 2006        |
| Tight Connection to My Heart (Has Anybody Seen My Love) (en) | Bob Dylan                                               | Empire Burlesque                          | 1985        |
| 'Til I Fell in Love with You                                 | Bob Dylan                                               | Time Out of Mind                          | 1997        |
| Time Passes Slowly                                           | Bob Dylan                                               | New Morning                               | 1970        |
| The Times They Are a-Changin'                                | Bob Dylan                                               | The Times They Are a-Changin'             | 1964        |
| Tin Angel                                                    | Bob Dylan                                               | Tempest                                   | 2012        |
| Tiny Montgomery                                              | Bob Dylan                                               | The Basement Tapes                        | 1975        |
| To Be Alone with You (en)                                    | Bob Dylan                                               | Nashville Skyline                         | 1969        |
| Tombstone Blues                                              | Bob Dylan                                               | Highway 61 Revisited                      | 1965        |
| Tomorrow is a Long Time                                      | Bob Dylan                                               | Bob Dylan's Greatest Hits Vol. 2          | 1971 (1963) |
| Tomorrow Night ‡                                             | Sam Coslow, Will Grosz                                  | Good as I Been to You                     | 1992        |
| Tonight I'll Be Staying Here with You                        | Bob Dylan                                               | Nashville Skyline                         | 1969        |
| Too Late                                                     | Bob Dylan                                               | The Bootleg Series Vol. 16                | 2021 (1983) |
| Too Much of Nothing (en)                                     | Bob Dylan                                               | The Basement Tapes                        | 1975        |
| To Ramona (en)                                               | Bob Dylan                                               | Another Side of Bob Dylan                 | 1964        |
| Tough Mama                                                   | Bob Dylan                                               | Planet Waves                              | 1974        |
| Trade Winds ‡                                                | Ralph MacDonald                                         | Triplicate                                | 2017        |
| Trouble                                                      | Bob Dylan                                               | Shot of Love                              | 1981        |
| True Love Tends to Forget                                    | Bob Dylan                                               | Street-Legal                              | 1978        |
| Trust Yourself                                               | Bob Dylan                                               | Empire Burlesque                          | 1985        |
| Tryin' to Get to Heaven (en)                                 | Bob Dylan                                               | Time Out of Mind                          | 1997        |
| Try Me Little Girl                                           | Bob Dylan                                               | The Bootleg Series Vol. 11                | 2014 (1967) |
| Tupelo ‡                                                     | John Lee Hooker                                         | The Bootleg Series Vol. 11                | 2014 (1967) |
| Turkey Chase                                                 | Bob Dylan                                               | Pat Garrett and Billy the Kid             | 1973        |
| T.V. Talkin' Song                                            | Bob Dylan                                               | Under the Red Sky                         | 1990        |
| Tweedle Dee & Tweedle Dum                                    | Bob Dylan                                               | Love and Theft                            | 2001        |
| Two Soldiers ‡                                               | traditionnel                                            | World Gone Wrong                          | 1993        |
| Two Trains Runnin'                                           | Bob Dylan                                               | The 50th Anniversary Collection           | 2012 (1962) |
| Ugliest Girl in the World                                    | Bob Dylan, Robert Hunter                                | Down in the Groove                        | 1988        |
| Unbelievable (en)                                            | Bob Dylan                                               | Under the Red Sky                         | 1990        |
| Under Control                                                | Bob Dylan                                               | The Bootleg Series Vol. 11                | 2014 (1967) |
| Under the Red Sky                                            | Bob Dylan                                               | Under the Red Sky                         | 1990        |
| Under Your Spell                                             | Bob Dylan, Carole Bayer Sager                           | Knocked Out Loaded                        | 1986        |
| Union Sundown                                                | Bob Dylan                                               | Infidels                                  | 1983        |
| Up to Me                                                     | Bob Dylan                                               | Biograph                                  | 1985 (1974) |
| Visions of Johanna                                           | Bob Dylan                                               | Blonde on Blonde                          | 1966        |
| Walkin' Down the Line (en)                                   | Bob Dylan                                               | The Bootleg Series Volumes 1-3            | 1991 (1963) |
| Wallflower                                                   | Bob Dylan                                               | The Bootleg Series Volumes 1-3            | 1991 (1971) |
| Walls of Red Wing (en)                                       | Bob Dylan                                               | The Bootleg Series Volumes 1-3            | 1991 (1963) |
| Waltzing with Sin ‡                                          | Red Hayes, Sonny Burns                                  | The Bootleg Series Vol. 11                | 2014 (1967) |
| Watching the River Flow                                      | Bob Dylan                                               | single                                    | 1971        |
| Watered-Down Love                                            | Bob Dylan                                               | Shot of Love                              | 1981        |
| The Water Is Wide (en) ‡                                     | traditionnel                                            | The Bootleg Series Vol. 5                 | 2002 (1975) |
| Weary Blues from Waitin' (en) ‡                              | Hank Williams                                           | The Bootleg Series Vol. 12                | 2015 (1965) |
| We Better Talk This Over                                     | Bob Dylan                                               | Street-Legal                              | 1978        |
| Wedding Song                                                 | Bob Dylan                                               | Planet Waves                              | 1974        |
| We Just Disagree (en) ‡                                      | Jim Krueger                                             | The Bootleg Series Vol. 16                | 2021        |
| Went to See the Gypsy                                        | Bob Dylan                                               | New Morning                               | 1970        |
| West Texas ‡                                                 | traditionnel                                            | Live at the Gaslight 1962                 | 2005 (1962) |
| What Can I Do for You?                                       | Bob Dylan                                               | Saved                                     | 1980        |
| Whatcha Gonna Do?                                            | Bob Dylan                                               | The Bootleg Series Vol. 9                 | 2010 (1963) |
| What Good Am I?                                              | Bob Dylan                                               | Oh Mercy                                  | 1989        |
| What Kind of Friend Is This                                  | Bob Dylan                                               | The Bootleg Series Vol. 12                | 2015 (1966) |
| What'll I Do ‡                                               | Irving Berlin                                           | Shadows in the Night                      | 2015        |
| What Was It You Wanted (en)                                  | Bob Dylan                                               | Oh Mercy                                  | 1989        |
| When Did You Leave Heaven? ‡                                 | Walter Bullock, Richard A. Whiting                      | Down in the Groove                        | 1988        |
| When He Returns (en)                                         | Bob Dylan                                               | Slow Train Coming                         | 1979        |
| When I Got Troubles                                          | Bob Dylan                                               | The Bootleg Series Vol. 7                 | 2005 (1959) |
| When I Paint My Masterpiece                                  | Bob Dylan                                               | Bob Dylan's Greatest Hits Vol. 2          | 1971        |
| When the Deal Goes Down (en)                                 | Bob Dylan                                               | Modern Times                              | 2006        |
| When the Night Comes Falling from the Sky                    | Bob Dylan                                               | Empire Burlesque                          | 1985        |
| When the Ship Comes In                                       | Bob Dylan                                               | The Times They Are a-Changin'             | 1964        |
| When the World Was Young ‡                                   | Philippe-Gérard, Angèle Vannier, Johnny Mercer          | Triplicate                                | 2017        |
| When You Gonna Wake Up                                       | Bob Dylan                                               | Slow Train Coming                         | 1979        |
| Where Are You? ‡                                             | Harold Adamson, Jimmy McHugh                            | Shadows in the Night                      | 2015        |
| Where Are You Tonight? (Journey Through Dark Heat) (en)      | Bob Dylan                                               | Street-Legal                              | 1978        |
| Where Is the One? ‡                                          | Alec Wilder, Edwin Finckel                              | Triplicate                                | 2017        |
| Where the Teardrops Fall                                     | Bob Dylan                                               | Oh Mercy                                  | 1989        |
| Who Killed Davey Moore?                                      | Bob Dylan                                               | The Bootleg Series Volumes 1-3            | 1991 (1963) |
| Why Try to Change Me Now ‡                                   | Cy Coleman, Joseph McCarthy                             | Shadows in the Night                      | 2015        |
| Why Was I Born? (en) ‡                                       | Jerome Kern, Oscar Hammerstein II                       | Triplicate                                | 2017        |
| With God on Our Side                                         | Bob Dylan                                               | The Times They Are a-Changin'             | 1964        |
| Wichita Blues (Going to Louisiana)                           | Bob Dylan                                               | The 50th Anniversary Collection           | 2012 (1962) |
| The Wicked Messenger (en)                                    | Bob Dylan                                               | John Wesley Harding                       | 1967        |
| Wigwam (en)                                                  | Bob Dylan                                               | Self Portrait                             | 1970        |
| Wild Mountain Thyme ‡                                        | traditionnel                                            | The Bootleg Series Vol. 10                | 2013 (1969) |
| Wild Wolf                                                    | Bob Dylan                                               | The Bootleg Series Vol. 11                | 2014 (1967) |
| Wildwood Flower (en) ‡                                       | A. P. Carter                                            | The Bootleg Series Vol. 11                | 2014 (1967) |
| Will the Circle Be Unbroken? (en) ‡                          | traditionnel                                            | The Bootleg Series Vol. 11                | 2014 (1967) |
| Winterlude                                                   | Bob Dylan                                               | New Morning                               | 1970        |
| Winter Wonderland ‡                                          | Felix Bernard, Richard B. Smith                         | Christmas in the Heart                    | 2009        |
| Wiggle Wiggle                                                | Bob Dylan                                               | Under the Red Sky                         | 1990        |
| Woogie Boogie                                                | Bob Dylan                                               | Self Portrait                             | 1970        |
| Workingman's Blues #2 (en)                                   | Bob Dylan                                               | Modern Times                              | 2006        |
| Working on a Guru                                            | Bob Dylan                                               | The Bootleg Series Vol. 10                | 2013 (1970) |
| World Gone Wrong ‡                                           | traditionnel                                            | World Gone Wrong                          | 1993        |
| Worried Blues ‡                                              | traditionnel                                            | The Bootleg Series Volumes 1-3            | 1991 (1962) |
| Yea! Heavy and a Bottle of Bread                             | Bob Dylan                                               | The Basement Tapes                        | 1975        |
| Ye Shall Be Changed                                          | Bob Dylan                                               | The Bootleg Series Volumes 1-3            | 1991 (1979) |
| Yes Sir, No Sir                                              | Bob Dylan                                               | The Bootleg Series Vol. 16                | 2021 (1981) |
| Yonder Comes Sin                                             | Bob Dylan                                               | The Bootleg Series Vol. 13                | 2017 (1980) |
| You Ain't Goin' Nowhere (en)                                 | Bob Dylan                                               | Bob Dylan's Greatest Hits Vol. 2          | 1971        |
| You Angel You                                                | Bob Dylan                                               | Planet Waves                              | 1974        |
| You Can Get Her                                              | Bob Dylan                                               | The 50th Anniversary Collection 1963      | 2013 (1963) |
| You Changed My Life                                          | Bob Dylan                                               | The Bootleg Series Volumes 1-3            | 1991 (1981) |
| You Don't Have to Do That                                    | Bob Dylan                                               | The Bootleg Series Vol. 12                | 2015 (1965) |
| You Go to My Head (en) ‡                                     | John Frederick Coots, Haven Gillespie                   | Triplicate                                | 2017        |
| Young at Heart ‡                                             | Johnny Richards, Carolyn Leigh                          | Fallen Angels                             | 2016        |
| You're a Big Girl Now (en)                                   | Bob Dylan                                               | Blood on the Tracks                       | 1975        |
| You're Gonna Make Me Lonesome When You Go (en)               | Bob Dylan                                               | Blood on the Tracks                       | 1975        |
| You're Gonna Quit Me ‡                                       | traditionnel                                            | Good as I Been to You                     | 1992        |
| You're No Good (en) ‡                                        | Jesse Fuller                                            | Bob Dylan                                 | 1962        |
| You Wanna Ramble ‡                                           | Junior Parker                                           | Knocked Out Loaded                        | 1986        |
| You Win Again ‡                                              | Hank Williams                                           | The Bootleg Series Vol. 11                | 2014 (1967) |
| Young but Daily Growing ‡                                    | traditionnel                                            | The Bootleg Series Vol. 11                | 2014 (1967) |

- Haut – A
- B
- C
- D
- E
- F
- G
- H
- I
- J
- K
- L
- M
- N
- O
- P
- Q
- R
- S
- T
- U
- V
- W
- X
- Y
- Z
- 0-9